# Troy (Maine)
Troy es un pueblo ubicado en el condado de Waldo en el estado estadounidense de Maine. En el Censo de 2010 tenía una población de 1.030 habitantes y una densidad poblacional de 11,07 personas por km².

## Geografía
Troy se encuentra ubicado en las coordenadas 44°40′27″N 69°15′7″O / 44.67417, -69.25194. Según la Oficina del Censo de los Estados Unidos, Troy tiene una superficie total de 93.05 km², de la cual 90.45 km² corresponden a tierra firme y (2.79%) 2.6 km² es agua.

## Demografía
Según el censo de 2010, había 1.030 personas residiendo en Troy. La densidad de población era de 11,07 hab./km². De los 1.030 habitantes, Troy estaba compuesto por el 95.63% blancos, el 0.39% eran afroamericanos, el 0.19% eran amerindios, el 0.19% eran asiáticos, el 0% eran isleños del Pacífico, el 0% eran de otras razas y el 3.59% pertenecían a dos o más razas. Del total de la población el 1.55% eran hispanos o latinos de cualquier raza.